# Mission Hill
Mission Hill es una serie de televisión estadounidense de dibujos animados, creada por Bill Oakley y Josh Weinstein y producida por Warner Bros. para la cadena The WB. Se trata de una comedia de situación sobre un grupo de veinteañeros que comparten piso y enfrentan situaciones del día a día. El diseño de los personajes corrió a cargo de la dibujante Lauren MacMullan.
La serie fue estrenada el 24 de septiembre de 1999 y consta de una temporada de 13 episodios, ya que fue cancelada por baja audiencia. A pesar de su escaso recorrido en señal abierta, pues The WB solo llegó a emitir siete capítulos, Mission Hill terminó convirtiéndose en un fenómeno de culto gracias a que funcionó mejor en la televisión por satélite.

## Argumento
Andy French es un joven despreocupado de 24 años que vive en el barrio ficticio de Mission Hill y comparte un piso de alquiler con dos amigos: Jim y Posey. Lleva una vida sin ataduras en la gran ciudad, pero todo cambia cuando sus padres le obligan a hacerse cargo del hermano menor, Kevin French, un chico superdotado de 17 años que aspira a entrar en la universidad. A pesar del choque de personalidades, ambos están obligados a entenderse y adaptarse a una nueva situación.

## Producción
Los creadores de Mission Hill son Bill Oakley y Josh Weinstein, quienes habían sido productores ejecutivos de Los Simpson durante la séptima y la octava temporada. En 1997, Oakley y Weinstein se marcharon de la Fox y llegaron a un acuerdo con Warner Bros. para crear una nueva serie de animación para adultos, que se emitiría por la nueva cadena de televisión The WB.
El objetivo de los autores era hacer una serie dirigida a un público objetivo entre 20 y 30 años, con historias que no tenían cabida en el planteamiento familiar de Los Simpson. El argumento satiriza la cultura juvenil estadounidense en general, y a la «generación X» en particular, a través de unos protagonistas que comparten piso en la ciudad, tienen miedo al compromiso, y viven situaciones donde el «sueño americano» al que aspiran rara vez llega a hacerse realidad. Todas las historias, así como algunos de los personajes, se inspiraban en anécdotas reales de los propios guionistas y de su círculo próximo.
El dibujo es obra de Lauren MacMullan, quien diseñó un universo visual propio, inspirado en la serie Eightball del historietista Daniel Clowes, con una mezcla peculiar de técnicas de animación y colores vivos.
The WB estrenó Mission Hill el 24 de septiembre de 1999 dentro de WB Friday Night, un bloque en horario estelar dedicado a comedias de situación, entre ellas The Jamie Foxx Show. Oakley y Weinstein no estaban de acuerdo porque creían que Mission Hill no encajaba con comedias de imagen real, pero la cadena mantuvo su decisión. La serie no tuvo la audiencia esperada y fue retirada en octubre con solo dos capítulos emitidos. Y a pesar de que The WB la recuperó en junio del 2000, terminó prescindiendo de ella al séptimo episodio por la misma razón. Si bien se había previsto una primera temporada de 18 capítulos, los productores solo pudieron completar 13 antes de la cancelación.
La serie no se emitió completa hasta 2002 gracias a la televisión por suscripción, primero en la canadiense Teletoon y después en Cartoon Network dentro del bloque Adult Swim. A raíz de su acogida, Warner Bros. logró vender los derechos de emisión a otros mercados como España y América Latina.
Veinte años después del estreno, los autores de Mission Hill desvelaron un proyecto de secuela centrado en Gus y Wally, la pareja homosexual que vivía en el mismo vecindario de los protagonistas.No obstante, este trabajo no salió adelante.

### Actores de voz
Las interpretaciones en Mission Hill corrían a cargo de cómicos y actores de voz profesionales. El elenco protagonista estaba compuesto por Wallace Langham (Andy French), Scott Menville (Kevin French), Brian Posehn (Jim) y Vicki Lewis (Posey). Hay otros actores que no interpretan papeles destacados pero sí se ocupan de varios secundarios, tales como Lewis, Nick Jameson, Tom Kenny, Herbert Sigüenza, Jane Wiedlin y el propio Bill Oakley.

## Personajes
Los protagonistas de la serie son jóvenes entre los 17 y los 25 años que viven en Mission Hill, un barrio que caricaturiza las zonas urbanas gentrificadas y multiculturales de Estados Unidos.
Andy French, de 24 años, es un joven despreocupado que aspira a convertirse en dibujante de cómics, aunque al principio trabaja como vendedor de colchones de agua para un jefe de dudosa reputación. Su vida cambia después de que su hermano menor Kevin, un estereotípico nerd de 17 años que hasta entonces había vivido sobreprotegido, se marche a vivir con él. Aunque ambos tienen personalidades muy diferentes, tendrán que convivir en un loft que comparten con dos personas más: Jim Kubac, publicista y mejor amigo de Andy, y una joven ecologista llamada Posey. El protagonista posee un perro golden retriever, Stogie.
La serie incluye además un nutrido grupo de personajes secundarios entre vecinos, personas del círculo próximo, compañeros de instituto y otra gente de la ciudad. Entre ellos cabe destacar a los vecinos Gus y Wally, una de las primeras representaciones de las parejas homosexuales en la animación estadounidense.

## Recepción
Aunque The WB aspiraba en 1997 a que Bill Oakley y Josh Weinstein deparasen algo similar a lo que Los Simpson había supuesto para Fox, hubo cambios en la directiva de la cadena y en la estrategia comercial, provocados por el éxito de Dawson's Creek y Buffy the Vampire Slayer. La nueva dirección de The WB programó Mission Hill dentro de un bloque de comedias de situación en imagen real: el primer episodio tuvo una baja cuota de pantalla del 2,0 según Nielsen y hubo que esperar dos semanas a que se emitiera el segundo, que apenas alcanzó el 1,1. En consecuencia, la cadena terminó retirándola de la programación. Mission Hill tuvo un mejor desempeño en la televisión por satélite con numerosas reposiciones en Adult Swim (Cartoon Network) y Teletoon.
En términos generales, la serie recibió buenas críticas. La revista digital Polygon llegó a definirla en 2017 como una serie «adelantada a su tiempo» dentro de la animación estadounidense.